# Nicole Loraux
Nicole Loraux (Paris, 26 de abril de 1943 – Argenteuil, 6 de abril de 2003) foi uma historiadora francesa da Atenas clássica.

## Biografia
Ela nasceu em Paris e morreu em Argenteuil. Graduou-se em Clássicos na École normale supérieure des filles (1962). Em 1965, obteve a agrégation de lettres classiques (exame equivalente à Pós-Graduação em Docência do Ensino Superior, mas mais competitivo), antes de escrever uma tese de doutoramento sob a orientação do historiador francês Pierre Vidal-Naquet.
Sua tese de doutorado Athènes imaginaire. Histoire de l'oraison funèbre athénienne et de sa fonction dans la cité classique (1977) tornou-se a obra mais conhecida de Loraux, The Invention of Athens: the Funeral Oration in the Classical City (Cambridge, MA 1986; Nova Iorque 2006; original fr. Paris 1981).
Loraux foi influente na ascensão do gênero como uma importante categoria de análise na história da Grécia antiga. Ela foi descrita como uma historiadora estruturalista "preeminente". Em 2007, uma conferência foi realizada em Paris para explorar o legado de Loraux em estudos feministas e clássicos. Em 2018, uma conferência em Estrasburgo intitulada 'A oração fúnebre ateniense: 40 anos depois de Nicole Loraux' prestou homenagem ao "enorme impacto" do trabalho de Loraux em nossa compreensão da "parte central da oração fúnebre na manutenção da auto-identidade ateniense".

## Obras publicadas
- La Tragédie d'Athènes. La politique entre l'ombre et l'utopie (em francês), Seuil, 2005
- La Cité divisée. L'oubli dans la mémoire d'Athènes (em francês), Paris, Payot, col. «Petite Bibliothèque Payot», 2005 ISBN 2-228-89961-5
- (dir.), Grecia al femminile (em italiano), Roma-Bari, Gius. Laterza & Figli, 1993; La Grèce au féminin, tradução francesa dos artigos em italiano por Hélène Monsacré, Belles Lettres, coll. «História», 2003 ISBN 2-251-38048-5
- com Carles Miralles (dir.), Figures de l'intelectuel en Grèce ancienne (em francês), Berlim, 2000
- La Voix endeuillée. Essai sur la tragédie grecque , Gallimard, 1999
- Né de la terre. Mythe et politique à Athenes (em francês), Paris, Seuil, col. «La Librairie du xx e siècle», 1996 ISBN 2-02-028240-2
- La Cité divisée. Crítica da política (em francês), Payot, 1997
- L'Invention d'Athènes. Histoire de l'oraison funèbre dans la «Cité Clássico (em francês)» , Paris/La Haye, ed. de l'EHESS/Mouton, 1981; nouvelle éd., nouvelle préface, Payot, 1993
- Qu'est-ce qu'une déesse dans Histoire des femmes en Occident I (em francês), Plon, 1991
- Les Enfants d'Athena. Idées athéniennes sur la citoyenneté et la division des sexes (em francês), Paris, Maspero, 1981 ISBN 2-7071-1204-6; éd. augmentée d'une postface, Seuil, col. «Pontos/Ensaios», 1990 ISBN 978-2-7578-0633-3
- Les Mères en deuil (em francês), Paris, Seuil, 1990
- Les Experiências de Tirésias. Le féminin et l'homme grec (em francês), Paris, Gallimard, NRF Essais, 1990
- Façons tragiques de tuer une femme (em francês), Paris, Hachette, 1985

### Obras publicadas em inglês
- The invention of Athens: the funeral oration in the classical city (em inglês), New York, Zone Books, 2006 ISBN 1890951587; Cambridge, M.A., Harvard University Press, 1986 ISBN 0674463625
- The divided city: on memory and forgetting in ancient Athens (em inglês), New York, Zone Books, 2002 ISBN 1890951080
- The mourning voice: an essay on Greek tragedy  (em inglês), Ithaca, N.Y., Cornell University Press, 2002 ISBN 0801438306.
- Born of the earth: myth and politics in Athens (em inglês), Ithaca, N.Y., Cornell University Press, 2000 ISBN 080143419X
- Mothers in mourning: with the essay, Of amnesty and its opposite (em inglês), Ithaca, N.Y., Cornell University Press, 1998 ISBN 0801430909
- The experiences of Tiresias: the feminine and the Greek man (em inglês), Princeton, N.J., Princeton University Press, 1995 ISBN 0691029857
- The children of Athena: Athenian ideas about citizenship and the division between the sexes (em inglês), Princeton, N.J., Princeton University Press, 1993 ISBN 0691032726
- “What is a Goddess?” in A History of Women, Volume I: From Ancient Goddesses to Christian Saints (em inglês), ed. Pauline Schmitt Pantel, Cambridge, M.A., Belknap Press of Harvard University Press, 1992, 11–44, orig. it. Roma-Bari 1990 ISBN 0674403703
- Tragic ways of killing a woman (em inglês), Cambridge, M.A., Harvard University Press, 1987 ISBN 0674902254